# Manade Saint-Pierre
Pour les articles homonymes, voir Saint-Pierre.
La manade Saint-Pierre est une manade camarguaise, basée au mas de la Mourade au Cailar.

## Historique
Créée en octobre 1995 par Christian Saint-Pierre, natif d'Aigues-Vives,,, chaudronnier de métier, ancien gardian aux manades Lhoustau-Vedel et Guillierme, elle succède à la manade de Claude Lagarde et s'installe au mas de La Mourade, une ancienne bergerie près du Cailar. Ses pâturages s'étendent également, sur 250 hectares, sur les communes d'Aimargues, au mas des Aubes,, d'Aigues-Mortes et des Saintes-Maries-de-la-Mer.
La manade accueille des groupes de visiteurs et organise des réceptions et des journées camarguaises ; son bétail, composé de plus de 200 bêtes, participe à des courses camarguaises, des courses de nuit et des ferrades. Parmi ses principaux cocardiers, on compte Camberra, Gastounet, qui blessa Benjamin Villard au péroné en 2007 dans les arènes de Châteaurenard et qui courut au trophée des As, aujourd'hui retraité, Lou Verri et Pavoun.
Christian Saint-Pierre est également producteur de l'AOC taureau de Camargue. Il est secondé par son fils Vincent. La manade est engagée dans le « plan qualité manades » de la Communauté de communes de Petite Camargue.

## Palmarès
Plusieurs cocardiers de la manade ont remporté des prix de meilleur taureau de trophée : en 2012, Sixssou (trophée André et Michel Barban à Beauvoisin, trophée des artisans et des commerçants à Manduel) et Uchaudois (prix de la Ville à Milhaud, trophée Christian Mestre à Vauvert) ; en 2013, Cerf (Cigale d’or à Aigues-Vives) et Camberra (trophée de la Ville à Castries) ; en 2014, Vaunageol (souvenir André Dupuis à Bouillargues, Sarment d’or à Aigues-Vives).